# Municipio de Francisco León
El Municipio de Francisco León es uno de los 124 municipios en que se encuentra dividido el estado mexicano de Chiapas, está localizado en la zona norte del estado y su cabecera es la población de Rivera el Viejo Carmen. En 1982 hizo erupción el volcán Chichonal, que devastó su territorio, destruyó su antigua cabecera municipal y forzó la evacuación total de la población, por lo cual desde ese año hasta 1996 el municipio no tuvo ni ayuntamiento ni población permanente, encontrándose suspendidas sus funciones.

## Historia

### Reseña histórica
Durante la Colonia, los misioneros españoles antepusieron el nombre de Santa María Magdalena al pueblo de Coalpitán, por lo que se conoció, en esa época, como Magdalena Coalpitán. A partir de 1612, el pueblo fue administrado desde el convento de Tecpatán, donde los misioneros españoles organizaron la evangelización de la Región. En 1869, los habitantes del Municipio participaron activamente en la sublevación indígena encabezada por el líder chamula Pedro Díaz Cuscat. El 13 de febrero de 1944, fue elevado a Municipio de segunda categoría y el 28 de marzo de 1982, a raíz de la erupción del volcán Chichón, la población de la cabecera municipal tuvo que emigrar hacia los Municipios aledaños. En junio de 1996, se rehabilitó al Municipio y se designó a la población de Viejo Carmen Tonapac como la cabecera municipal.

## Geografía
Francisco León tiene una extensión territorial de 114.3 kilómetros cuadrados, que representan el 0.15% de la superficie total del estado de Chiapas. Sus límites son al norte con el municipio de Pichucalco y el municipio de Ostuacán, al oeste con Ostuacán y el municipio de Tecpatán, al este con el municipio de Chapultenango y al sur con el municipio de Ocotepec y el municipio de Copainalá.

### Orografía e hidrografía
Se encuentra asentado en las montañas del Norte, predominando el relieve accidentado. Aquí se localiza el volcán Chichonal. Sus coordenadas geográficas son 17º 19" N y 93º 15" W, su altitud es de 760 m s. n. m. Existen algunos valles, sobre todo a las orillas de los ríos.
El territorio municipal es atravesado por los ríos Magdalena, Tuspac, Nibisnupac, Susnubac, Suspac y Opac, todos ellos afluente del Río Grijalva, hidrológicamente casi la totalidad del territorio pertenece a la Cuenca Río Grijalva - Villahermosa y un pequeño sector del extremo sur forma parte de la Cuenca Río Grijalva - Tuxtla Gutiérrez, ambas cuencas forman parte de la Región Hidrológica Grijalva - Usumacinta.

### Clima y ecosistemas
El clima que se registra en Francisco León se encuentra clasificado como Cálido húmedo con lluvias todo el año, las temperaturas promedio registradas en el año, fluctúan entre 24 y 26 °C, a excepción de pequeña zonas del oriente en donde son un poco menores, registrando entre 20 y 24 °C, la precipitación pluvial promedio anual registra de 4,000 a 3,000 milímetros en las dos terceras partes del norte del territorio, mientras que en la tercera parte ubicada al sur es 3,000 a 2,000 mm.
La flora del municipio se divide entre selva alta, ubicada en la zona oeste y centro del municipio, y el pastizal que se encuentra en la zona este del territorio, la cual está compuesta de una gran variedad de especies.

## Demografía
La erupción del Chichonal en 1982 obligó a la evacuación de la gran mayoría de la población del municipio, que en los años que siguieron comenzó a regresar y a repoblar las comunidades que habían quedado abandonadas, en 2005 el conteo de población llevado a cabo por el Instituto Nacional de Estadística y Geografía dio como resultado que en Francisco León había un total de 6,454 habitantes, de estos 3,229 son hombres y 3,225 son mujeres; por lo cual el 50.0% de la población es de sexo masculino, la tasa de crecimiento poblacional anual de 2000 a 2005 ha sido del 3.8%, el 41.7% de los habitantes son menores de 15 años edad, mientras que el 48.8% se encuentran entre esa edad y los 64, no existen localidades que superen los 2,500 habitantes, siendo por tanto todas de carácter rural, finalmente, el 75.6% de los pobladores mayores de cinco años de edad son hablantes de alguna lengua indígena.

### Grupos étnicos
De acuerdo a los resultados del Conteo de Población y Vivienda de 2005, el 75.6% de los pobladores de más cinco años de edad de Francisco León son hablantes de lengua indígena, esto representa un total de 3,924 personas, siendo 1,971 hombres y 1,953 mujeres; de ellos 3,687 son bilingües al español, 110 hablan únicamente su lengua materna y 127 no especifican ésta condición de bilingüismo.
Del total de hablantes indígenas, 3,829 hablan zoque, mientras que hay 8 hablantes de idioma tzotzil y 1 de tzeltal, mientras que 86 hablantes no especifican la lengua que hablan.

### Localidades
En el censo de 2020 el municipio de Francisco León contaba con 37 localidades.
| Código INEGI      | Localidad              | Población (2020) |
| ----------------- | ---------------------- | ---------------- |
| 070330013         | San Miguel la Sardina  | 1 034            |
| 070330042         | Rivera el Viejo Carmen | 807              |
| Otras localidades | Otras localidades      | 5 404            |
| Total municipal   | Total municipal        | 7 245            |

## Política
El gobierno municipal corresponde al Ayuntamiento que es electo por sufragio universal para un periodo de tres años no reelegibles de manera consecutiva, está ingrado por un Presidente Municipal y un cuerpo de regidores, todos entran a ejercer su cargo el día 1 de enero del año siguiente a la elección. Desde 1982 hasta 1996 el municipio estuvo suspendido, sin elegir ayuntamiento y sin cabecera municipal, en 1996 se designó a Rivera el Viejo Carmen como nueva cabecera municipal y se rehabilitó al municipio.

### Representación legislativa
Para la elección de Diputados al Congreso de la Unión y al Congreso de Chiapas, el municipio se encuentra integrado de la siguiente manera:
Local:
- Distrito electoral local 11 de Chiapas con cabecera en Bochil.[18]

Federal:
- Distrito electoral federal 4 de Chiapas con cabecera en Pichucalco.[19]

### Presidentes municipales
| - (1915): Juan Pérez - (1916): Andrés Jiménez - Cirilo Aguilar - (1926): Ambrosio Hernández - (1931): Eusebio Pablo - (1932): Cristóbal Calderón - (1934): Secundino Pablo - (1935): Julián Morales - (1938): Arturo Zochot - (1939): Octavio López - (1940): Víctor Hernández - (1941): Eusebio Juárez - (1942): Sixto Reyes - (1943): Eusebio García - (1944): Lorenzo Reyes A. - (1945 - 1946): Homero López P. - (1947 - 1948): Gregorio Pablo Pérez - (1949 - 1950): Maclovio Ramírez - (1951 - 1952): Arturo Bouchot - (1953 - 1955): Homero López P. | - (1956 - 1958): Maclovio I. Ramírez - (1959 - 1961): Homero López Pedrero - (1962 - 1964): Wilfrido Zaragoza Vázquez - (1965 - 1967): Nelson Contreras López - (1968 - 1970): Emir Vera Calderón - (1971 - 1973): Genaro Ruiz Vázquez - (1974 - 1976): Pedro Altuzar Altuzar - (1977 - 1979): Rafael López Hernández - (1980 - 1982): Rodimiro Ramírez Estrada - (1982 - 1996): Inhabilitado. El municipio fue devastado por la erupción del volcán Chichonal en 1982, quedando sin población permanente y por tanto suspedidas sus funciones como municipio. - (1999 - 2001): Feliciano Ovando Pablo - (2002 - 2004): Juan Sánchez Altunar - (2005 - 2007): Antonio Sánchez Altunar - (2008 - 2010): Franco Altunar Altunar - (2011 - 2012): Rodolfo Vázquez Martínez - (2013 - 2015): Miguel Sánchez Cruz - (2016 - 2018): Gloria Domínguez Gómez - (2018 - 2021): Ana Caren Pablo Nañez - (2021 - 2024): Enedina Nañez Gallegos |